# نانا گیولیکوخیان
نانا گریگوری گیولیکوخیان (ارمنی: Նանա Գրիգորի Գյուլիքևխյան؛  انگلیسی: Nana Gyulichevkhyan؛ زاده ۳۱ اکتبر ۱۹۲۵ - درگذشته ۲۰۱۶) نقاش اهل ارمنستان بود.

## زندگی‌نامه
وی در ۳۱ اکتبر ۱۹۲۵ در لنیناکان در به دنیا آمد و از کالج دولتی هنرهای زیبای پانوس ترلمزیان (۱۹۵۳) و انستیتو دولتی هنری و نمایشی ایروان فارغ‌التحصیل گشت. وی همچنین برنده جوایزی همچون نقاش شایسته ارمنستان شوروی شد. وی در ۲۰۱۶ در سن ۹۱ سالگی درگذشت.